# Teoría del comportamiento planeado
La teoría del comportamiento planeado (del inglés: Theory of Planned Behavior (TPB)) fue desarrollada en 1985, basándose en la Teoría de la Acción Razonada. Esta teoría (TCP) contiene cinco variables donde se incluye el parte de la actitud, la norma subjetiva y el locus de control, dichas variables tienen una influencia en la intención de llevar a cabo una conducta, por lo que a mayor intención mayor probabilidad de que la conducta sea realizada.
A diferencia de la teoría de la acción razonada, a la teoría del comportamiento planeado se le agrega el control del comportamiento percibido también conocido como locus de control (como un posible equivalente de la autoeficacia), el cual se refiere a las percepciones de una persona sobre la presencia o ausencia de recursos y oportunidades requeridos, lo cual lleva a la persona a una evaluación de la situación como que tan probable es que con sus recursos pueda realizar su conducta, esto además de los factores externos de lo cuales el sujeto no tiene control absoluto. Asimismo, la teoría del comportamiento planeado ha demostrado ser superior a la teoría de la acción razonada para la predicción del comportamiento.

## Variables
Según la teoría del comportamiento planeado, las intenciones y los comportamientos son una función de tres determinantes básicos, uno de naturaleza personal, otro que refleja la influencia social, y el último que trata con temas de control.
De acuerdo con Ajzen (1991), hay tres tipos de creencias relacionadas con los constructos de la teoría del comportamiento planeado que son:
- Actitud: La valoración personal que hace un individuo de una conducta, si la valoración es positiva la intención es mayor. Incluye aspectos como las creencias de comportamiento - Creencias que tienen sobre las probables consecuencias u otros atributos del comportamiento.
- Norma Subjetiva: Creencias normativas - Están relacionadas con las expectativas normativas de otras personas, es decir de lo que los grupos sociales a los que pertenece el sujeto esperan de él.
- Control del Comportamiento Percibido: Creencias de control - Tienen que ver con la presencia de factores que pueden dificultar el desempeño del comportamiento.